# Man Like Mobeen
Man Like Mobeen is een Britse comedy-dramaserie die zich afspeelt in Small Heath, Birmingham. De serie is geproduceerd door Cave Bear en Tiger Aspect Productions voor de digitale zender BBC Three en ging in première op 17 december 2017. De serie is geschreven door Guz Khan en Andy Milligan.

## Verhaal
De serie volgt het leven van de titulaire Mobeen terwijl hij tijd doorbrengt met zijn vrienden Nate en Eight en bij afwezigheid van ouders, zijn veel jongere zus Aqsa, opvoedt in Small Heath, Birmingham. Mobeen probeert als moslim een goed leven te leiden en ervoor te zorgen dat zijn zus haar potentieel bereikt terwijl hij aan zijn duistere verleden als drugsdealer ontsnapt.

## Rolverdeling
| Acteur              | Personage       | Opmerkingen                                                                                                  |
| ------------------- | --------------- | --- |
| Guz Khan            | Mobeen          | Een hervormde voormalige drugsdealer die zijn jongere zus opvoedt en probeert zijn gemeenschap te verbeteren |
| Tolu Ogunmefun      | Nate            | de beste vriend en advocaat van Mobeen                                                                       |
| Tez Ilyas           | Eight           | Mobeen en Nate's goede vriend, een deel van de gekozen familie naar Aqsa                                     |
| Dúaa Karim          | Aqsa            | Jongere zus van Mobeen, vaak boos op hem, maar houdt van hem en kijkt naar hem op                            |
| Mark Silcox         | Uncle Shady     | Een sadistische en uitgesproken figuur in de lokale gemeenschap, maar nauwe bondgenoot van Mobeen en co      |
| Perry Fitzpatrick   | Officier Harper | De strikte maar uiteindelijk eerlijke politieagent die helpt en wordt geholpen door Mobeen                   |
| Kiell Smith-Bynoe   | Jovell Maynard  | Een drugsdealer                                                                                              |
| Aimee-Ffion Edwards | Miss Aitken     | Aqsa's leraar Engels                                                                                         |

## Afleveringen
| Nr. algemeen | Nr. serie | Titel                    | Originele uitzenddatum |
| Serie een    | Serie een | Serie een                | Serie een              |
| ------------ | --------- | ------------------------ | ---------------------- |
| 1            | 1         | "Bagpuss"                | 17 december 2017       |
| 2            | 2         | "Wifey Riddim"           | 17 december 2017       |
| 3            | 3         | "Upper Room"             | 17 december 2017       |
| 4            | 4         | "H-ALTRight"             | 17 december 2017       |
| Serie twee   |           |                          |                        |
| 5            | 1         | "Prom Night"             | 6 februari 2019        |
| 6            | 2         | "Wrestling with the NHS" | 6 februari 2019        |
| 7            | 3         | "Return of the Pack"     | 6 februari 2019        |
| 8            | 4         | "Fake News"              | 6 februari 2019        |
| Serie drie   |           |                          |                        |
| 9            | 1         | "You Reap What You Sow"  | 26 januari 2020        |
| 10           | 2         | "Moving Food"            | 26 januari 2020        |
| 11           | 3         | "Permanent Exclusion"    | 26 januari 2020        |
| 12           | 4         | "Boys In The Wood"       | 26 januari 2020        |
| 13           | 5         | "This Is The Ends"       | 26 januari 2020        |

## Prijzen en nominaties
| Jaar | Prijs                                         | Categorie                                     | Ontvangstnemer(s)                    | Uitslag     |
| ---- | --------------------------------------------- | --------------------------------------------- | ------------------------------------ | ----------- |
| 2020 | Royal Television Society (RTS Midlands Award) | Schrijver                                     | Guz Khan & Andy Milligan             | Gewonnen    |
| 2020 | BAFTA TV Award                                | Mannelijke uitvoering in een komedieprogramma | Guz Khan                             | Genomineerd |
| 2021 | BAFTA TV Award                                | Mannelijke uitvoering in een komedieprogramma | Guz Khan                             | Genomineerd |
| 2021 | BAFTA TV Award                                | Gescripte komedie                             | Tiger Aspect Productions & BBC Three | Genomineerd |